# دلتا مگس جنوبی
دلتا مگس جنوبی یک ستاره است که در صورت فلکی مگس جنوبی قرار دارد.